# 紀春常
紀 春常（き の はるつね）は、平安時代前期の貴族。官位は従五位下・大宰少弐。

## 経歴
承和9年（842年）に発生した承和の変に連座して、内舎人から下野権掾に左遷される。承和12年（845年）罪を赦されて入京を命じられた。
文徳朝での動静ははっきりしないが、式部大丞を務めていた貞観元年（859年）に清和天皇の大嘗会で前次第司判官を務めている。貞観2年（860年）従五位下に叙爵して、翌貞観3年（861年）長門守に任ぜられる。のち散位を経て、貞観11年（869年）大宰少弐と清和朝では主に地方官を歴任した。

## 官歴
『六国史』による。
- 時期不詳：正七位上。内舎人
- 承和9年（842年） 7月26日：下野権掾
- 時期不詳：正六位上
- 承和12年（845年） 8月2日：令入京
- 時期不詳：式部大丞
- 貞観元年（859年） 9月21日：前次第司判官（大嘗会）
- 貞観2年（860年） 11月16日：従五位下
- 貞観3年（861年） 正月13日：長門守
- 貞観11年（869年） 9月15日：大宰少弐